# Neostylopyga
Neostylopyga är ett släkte av kackerlackor. Neostylopyga ingår i familjen storkackerlackor.

## Dottertaxa tillNeostylopyga, i alfabetisk ordning[1]
- Neostylopyga albofasciata
- Neostylopyga annulicornis
- Neostylopyga atrox
- Neostylopyga badia
- Neostylopyga coxalis
- Neostylopyga hova
- Neostylopyga jambusanensis
- Neostylopyga maculifrons
- Neostylopyga maindroni
- Neostylopyga michaelseni
- Neostylopyga modesta
- Neostylopyga nana
- Neostylopyga neavei
- Neostylopyga nkelei
- Neostylopyga nossibei
- Neostylopyga ornata
- Neostylopyga papuae
- Neostylopyga parallela
- Neostylopyga picea
- Neostylopyga propinqua
- Neostylopyga quadrilobata
- Neostylopyga rhombifolia
- Neostylopyga rufescens
- Neostylopyga rufimarginata
- Neostylopyga salomonis
- Neostylopyga schultzei
- Neostylopyga sexpustulata
- Neostylopyga unicolor
- Neostylopyga variabilis
- Neostylopyga weileri
- Neostylopyga vicina
- Neostylopyga voeltzkowi